# Justizanstalt Schwarzau

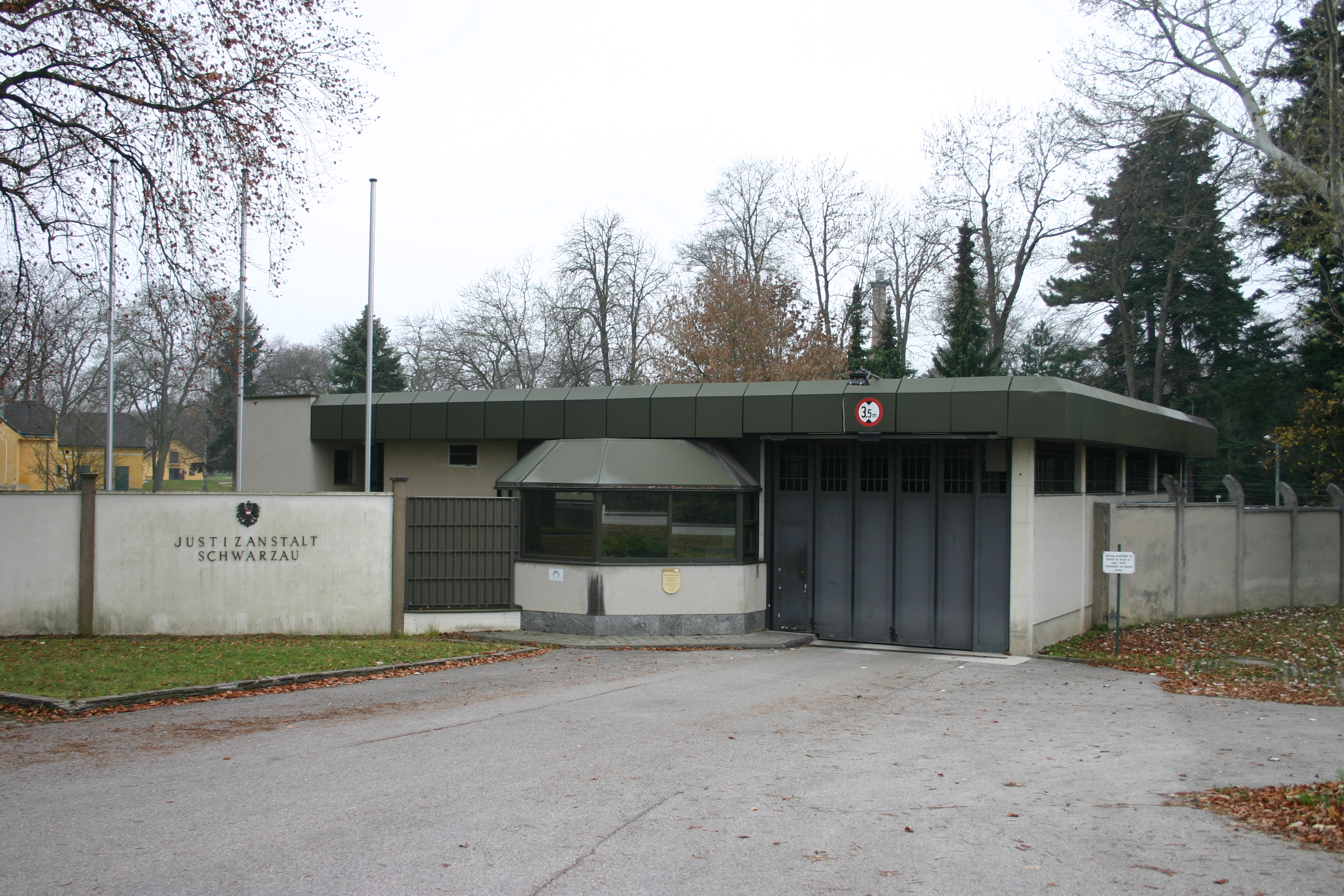
Einfahrtstor zur Justizanstalt Schwarzau

Die Justizanstalt Schwarzau ist eine österreichische Strafvollzugsanstalt für weibliche Häftlinge in Schwarzau am Steinfeld in Niederösterreich. Sie befindet sich in den Gebäuden des ehemaligen Schlosses Schwarzau. Die Anstalt ist das einzige Gefängnis in Österreich, in dem vorwiegend Frauen untergebracht werden, da diese lediglich 5 Prozent aller Strafgefangenen im gesamten österreichischen Strafvollzug ausmachen.

## Konzeption
Allgemein werden in der Justizanstalt Schwarzau alle Haftstrafen an Frauen vollzogen, die über ein Strafmaß von 18 Monaten hinausgehen und bis zu lebenslänglich dauern können. Außerdem können in Schwarzau auch weibliche jugendliche Straftäterinnen und weibliche Häftlinge des Maßnahmenvollzugs gegen geistig abnorme und entwöhnungsbedürftige Rechtsbrecherinnen sowie gegen gefährliche Rückfallstäterinnen untergebracht werden. Diese werden in gesonderten Abteilungen inhaftiert. Zudem können in der Justizanstalt Schwarzau auch 22 Männer, die sich im Entlassungsvollzug befinden, im Rahmen des gelockerten Strafvollzugs einquartiert werden. Neben den ausschließlich auf den Vollzug langstrafiger Haftstrafen ausgerichteten Justizanstalten Garsten, Graz-Karlau und Stein ist die Strafvollzugsanstalt in Schwarzau die einzige österreichische Hafteinrichtung, in der lebenslange Freiheitsstrafen im Regelvollzug vollzogen werden.
Insgesamt stehen in der Justizanstalt 193 Haftplätze – davon 171 für Frauen und 22 für Männer – zur Verfügung, wovon zum Stichtag 30. August 2007 nur 147 belegt waren. Damit ist die Justizanstalt Schwarzau mit einer Gesamtauslastung von 80,83 % die am schwächsten ausgelastete Strafvollzugseinrichtung in ganz Österreich. Die meisten anderen Justizanstalten haben mit einer massiven Überbelegung zu kämpfen. Das gesamte Areal der Strafvollzugsanstalt umfasst 24 Hektar.
Etwa jede zweite Insassin hat eine Freiheitsstrafe von über 5 Jahren abzubüßen, jede sechste wurde wegen eines Tötungsdelikts verurteilt. Im April 2008 waren in der Justizanstalt fünf zu einer Freiheitsstrafe auf Lebensdauer verurteilte Gefangene untergebracht.

## Geschichte

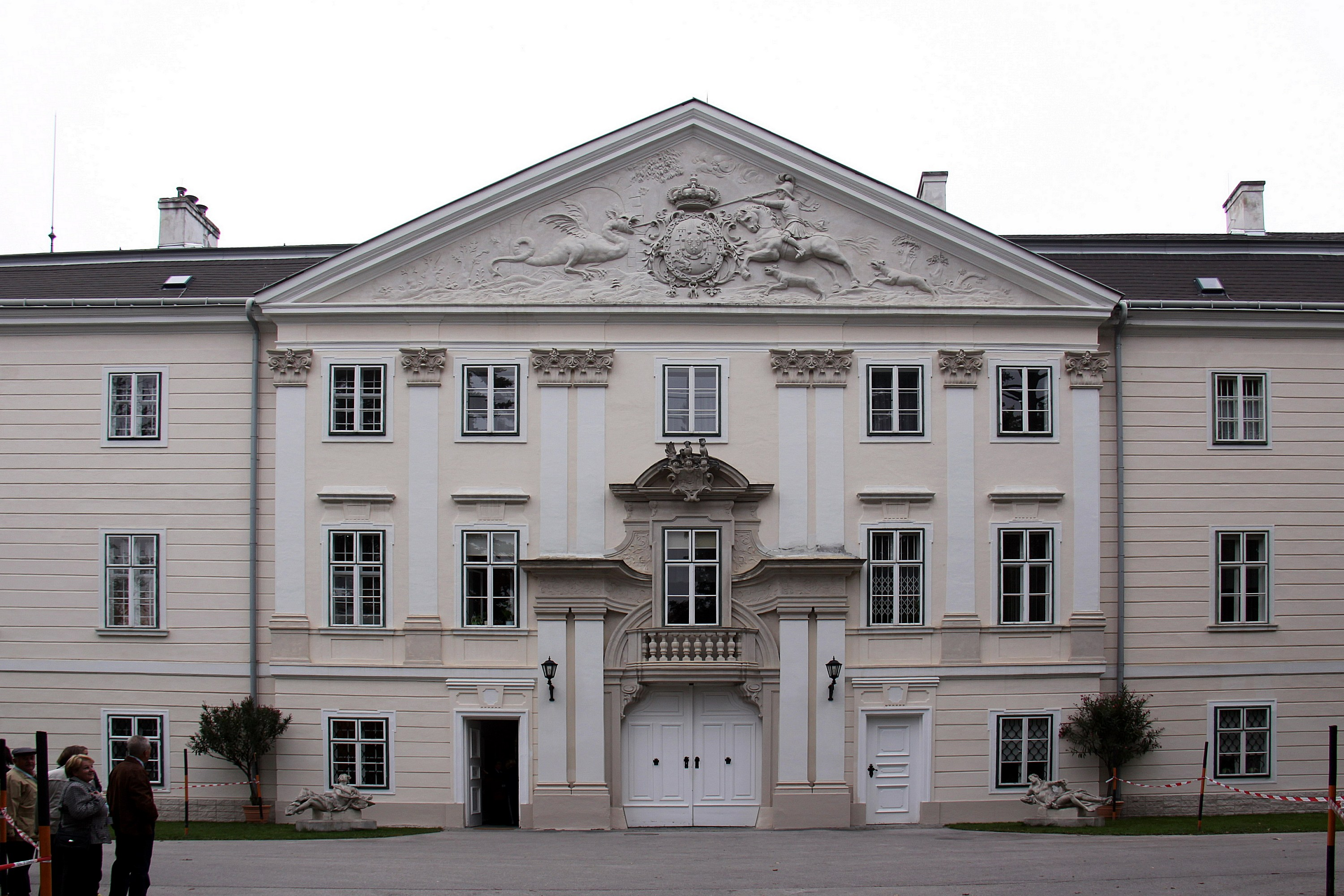
Portalansicht des ehemaligen Jagdschlosses, heute Justizanstalt Schwarzau

Die Justizanstalt Schwarzau befindet sich in den Gebäuden des ehemaligen Schlosses Schwarzau. Elias von Bourbon-Parma verkaufte das Anwesen mit Gebäuden und Grundstück am 24. November 1951 an die Republik Österreich, die es einer neuen Verwendung als Justizanstalt zuführte. Die „Frauenstrafanstalt Schwarzau“ wurde nach umfangreichen Umbauarbeiten im Dezember 1957 in Betrieb genommen.
In den Jahren von 1993 bis 1999 wurde unter Mitwirkung des Bundesdenkmalamts eine Generalsanierung der Schlossanlagen vorgenommen, die die Haftbedingungen an moderne Strafvollzugsstandards anpasste.
Der Justizanstalt war bis zum November 2003 ein Gutshof mit etwa 70 Hektar landwirtschaftlich genutztem Ackerland angegliedert, auf dem die Häftlinge zur Arbeit herangezogen wurden. Dieses Agrargebiet wurde mittlerweile verkauft. Für die Betreuung von Kindern der Inhaftierten sowie für die Betreuung der Kinder der Justizwachebeamtinnen steht ein anstaltseigener Kindergarten zur Verfügung. Daneben gibt es auch eine spezielle Mutter-Kind-Abteilung, in der bis zu 10 Strafgefangene mit Kindern unter 3 Jahren gesondert untergebracht werden können. Als weitere Form der Vollzugslockerung gibt es ein vom restlichen Strafvollzug abgesondertes Freigängergebäude, in dem bis zu 24 Insassinnen untergebracht werden können, die tagsüber außerhalb der Anstalt einer Arbeit nachgehen.
Eine prominente Insassin der Justizanstalt war die als „Schwarze Witwe“ in die österreichische Kriminalgeschichte eingegangene Serienmörderin Elfriede Blauensteiner.
Im Jahr 2008 wurde auch in der Justizanstalt Schwarzau ein Langzeitbesucherraum für Familienbesuche eingerichtet.